# Perfect (singel Eda Sheerana)
Perfect – czwarty singel brytyjskiego piosenkarza Eda Sheerana, promujący jego trzeci album studyjny, zatytułowany ÷. Singel został wydany 26 września 2017 roku. Utwór został napisany i skomponowany przez samego piosenkarza we współpracy z Willem Hicksem i Bennym Blanco.
„Perfect” jest utrzymany w stylu ballady. Utwór dotarł do pierwszego miejsca list przebojów w Australii, Austrii, Belgii, Czechach, we Francji, w Hiszpanii, Holandii, Irlandii, Kanadzie, Niemczech, Polsce, Portugalii, na Słowacji, w Stanach Zjednoczonych, Szwajcarii, Szwecji, na Węgrzech, w Wielkiej Brytanii oraz we Włoszech.
1 grudnia 2017 roku wydano wersję piosenki ze zmienionym tytułem „Perfect Duet”, w którym udzieliła się amerykańska piosenkarka Beyoncé, natomiast 15 grudnia wydano wersję piosenki „Perfect Symphony” z włoskim śpiewakiem operowym Andreą Bocellim.

## Teledysk
22 września 2017 roku ukazało się tzw. „lyric video” („teledysk tekstowy”). Teledysk do utworu został opublikowany w serwisie YouTube 9 listopada 2017 roku. Klip został wyreżyserowany przez Jasona Koeniga, który wyreżyserował także teledysk do „Shape of You”. Wideo zostało nakręcone w austriackim ośrodku narciarskim Hintertux i ukazuje wyjazd piosenkarza na narty z przyjaciółmi.
15 grudnia ukazał się również teledysk do wersji „Perfect Symphony” z Andreą Bocellim. Wideo zostało nagrane w domu Bocellego w Toskanii we Włoszech.

## Lista utworów
- Digital download

1. „Perfect” – 4:23

- Digital download – Acoustic[5]

1. „Perfect” (Acoustic) – 4:20

- Digital download – Mike Perry Remix[6]

1. „Perfect” (Mike Perry Remix) – 3:41

- Digital download – Robin Schulz Remix[7]

1. „Perfect” (Robin Schulz Remix) – 4:09

- Digital download – Duet with Beyoncé[8]

1. „Perfect Duet” (with Beyoncé) – 4:19

- Digital download – Duet with Andrea Bocelli[9]

1. „Perfect Symphony” (with Andrea Bocelli) – 4:25

- German CD single[10]

1. „Perfect” – 4:23
2. „Perfect” (Acoustic) – 4:20

## Notowania
| Lista (2017–18)                               | Najwyższa pozycja |
| --------------------------------------------- | ----------------- |
| Australia (Top 50 Singles)                    | 1                 |
| Austria (Ö3 Austria Top 40)                   | 1                 |
| Belgia (Ultratop 50 Singles, Flandria)        | 1                 |
| Belgia (Ultratop 50 Singles, Walonia)         | 1                 |
| Czechy (Rádio – Top 100)                      | 1                 |
| Czechy (Singles Digitál – Top 100)            | 4                 |
| Dania (Track Top-40)                          | 1                 |
| Finlandia (Suomen virallinen lista – Singlet) | 13                |
| Francja (Top Singles & Titres)                | 1                 |
| Hiszpania (PROMUSICAE)                        | 1                 |
| Holandia (Dutch Top 40)                       | 1                 |
| Holandia (Single Top 100)                     | 5                 |
| Irlandia (Singles Chart)                      | 1                 |
| Kanada (Billboard Canadian Hot 100)           | 1                 |
| Niemcy (Media Control Charts)                 | 1                 |
| Norwegia (VG-lista)                           | 4                 |
| Nowa Zelandia (Recorded Music NZ)             | 1                 |
| Polska (AirPlay – Top)                        | 1                 |
| Portugalia (AFP)                              | 1                 |
| Słowacja (Rádio – Top 100)                    | 1                 |
| Słowacja (Singles Digitál – Top 100)          | 4                 |
| Stany Zjednoczone (Hot 100)                   | 1                 |
| Szwajcaria (Singles Top 100)                  | 1                 |
| Szwecja (Sverigetopplistan)                   | 2                 |
| Węgry (Rádiós Top 40 játszási lista)          | 2                 |
| Węgry (Single (track) Top 40 lista)           | 1                 |
| Wielka Brytania (UK Singles Chart)            | 1                 |
| Włochy (FIMI)                                 | 1                 |

| Lista (2017–18)                               | Najwyższa pozycja |
| --------------------------------------------- | ----------------- |
| Austria (Ö3 Austria Top 40)                   | 4                 |
| Belgia (Ultratop 50 Singles, Flandria)        | 1                 |
| Belgia (Ultratop 50 Singles, Walonia)         | 1                 |
| Czechy (Rádio – Top 100)                      | 87                |
| Czechy (Singles Digitál – Top 100)            | 5                 |
| Finlandia (Suomen virallinen lista – Singlet) | 11                |
| Francja (Top Singles & Titres)                | 36                |
| Hiszpania (PROMUSICAE)                        | 1                 |
| Holandia (Dutch Top 40)                       | 1                 |
| Holandia (Single Top 100)                     | 1                 |
| Kanada (Billboard Canadian Hot 100)           | 1                 |
| Norwegia (VG-lista)                           | 9                 |
| Nowa Zelandia (Recorded Music NZ)             | 1                 |
| Polska (AirPlay – Top)                        | 61                |
| Portugalia (AFP)                              | 3                 |
| Słowacja (Singles Digitál – Top 100)          | 3                 |
| Stany Zjednoczone (Hot 100)                   | 1                 |
| Szwecja (Sverigetopplistan)                   | 1                 |

| Lista (2017–18)                        | Najwyższa pozycja |
| -------------------------------------- | ----------------- |
| Austria (Ö3 Austria Top 40)            | 26                |
| Belgia (Ultratop 50 Singles, Flandria) | 1                 |
| Belgia (Ultratop 50 Singles, Walonia)  | 1                 |
| Nowa Zelandia (Recorded Music NZ)      | 1                 |

| Lista (2017)                         | Najwyższa pozycja |
| ------------------------------------ | ----------------- |
| Australia (Top 100 Singles)          | 4                 |
| Austria (Ö3 Austria Top 40)          | 13                |
| Belgia (Ultratop, Flandria)          | 27                |
| Belgia (Ultratop, Walonia)           | 62                |
| Dania (Track Top-100)                | 11                |
| Holandia (Single Top 100)            | 25                |
| Kanada (Billboard Canadian Hot 100)  | 53                |
| Niemcy (Media Control Charts)        | 12                |
| Nowa Zelandia (Recorded Music NZ)    | 11                |
| Polska (ZPAV)                        | 55                |
| Szwajcaria (Singles Top 100)         | 20                |
| Szwecja (Sverigetopplistan)          | 7                 |
| Węgry (Single (track) Top 100 lista) | 8                 |
| Wielka Brytania (UK Singles Chart)   | 6                 |
| Włochy (FIMI)                        | 9                 |

## Certyfikaty
| Kraj                         | Certyfikat          |
| „Perfect”                    | „Perfect”           |
| ---------------------------- | ------------------- |
| Australia (ARIA)             | 7× platynowa płyta  |
| Austria (IFPI Austria)       | platynowa płyta     |
| Belgia (BEA)                 | 3× platynowa płyta  |
| Dania (IFPI Dania)           | 2× platynowa płyta  |
| Francja (SNEP)               | diamentowa płyta    |
| Kanada (Music Canada)        | 5× platynowa płyta  |
| Niemcy (BVMI)                | 2× platynowa płyta  |
| Nowa Zelandia (RMNZ)         | 3× platynowa płyta  |
| Polska (ZPAV)                | 4× diamentowa płyta |
| Portugalia (AFP)             | platynowa płyta     |
| Stany Zjednoczone (RIAA)     | 4× platynowa płyta  |
| Szwajcaria (IFPI Szwajcaria) | 2× platynowa płyta  |
| Wielka Brytania (BPI)        | 2× platynowa płyta  |
| Włochy (FIMI)                | 6× platynowa płyta  |
| „Perfect Duet” z Beyoncé     |                     |
| Hiszpania (PROMUSICAE)       | 2× platynowa płyta  |
| Polska (ZPAV)                | platynowa płyta     |
| Portugalia (AFP)             | złota płyta         |
| Szwecja (GLF)                | platynowa płyta     |

## Historia wydania
| Region            | Data                | Format                       | Wersja                         | Wytwórnia                  | Źródło |
| ----------------- | ------------------- | ---------------------------- | ------------------------------ | -------------------------- | ------ |
| Stany Zjednoczone | 26 września 2017    | Contemporary hit radio       | Original                       | Atlantic                   | [ 85 ] |
| Stany Zjednoczone | 2 października 2017 | Hot adult contemporary radio | Original                       | Atlantic                   | [ 86 ] |
| Świat             | 10 listopada 2017   | Digital download             | Acoustic                       | Atlantic                   | [ 5 ]  |
| Świat             | 10 listopada 2017   | Digital download             | Mike Perry Remix               | Atlantic                   | [ 6 ]  |
| Świat             | 24 listopada 2017   | Digital download             | Robin Schulz Remix             | Atlantic                   | [ 7 ]  |
| Niemcy            | 24 listopada 2017   | Singel CD                    | Original                       | Warner Music International | [ 10 ] |
| Włochy            | 1 grudnia 2017      | Contemporary hit radio       | Duet (with Beyoncé)            | Warner                     | [ 87 ] |
| Świat             | 1 grudnia 2017      | Digital download             | Duet (with Beyoncé)            | Atlantic                   | [ 8 ]  |
| Włochy            | 15 grudnia 2017     | Contemporary hit radio       | Symphony (with Andrea Bocelli) | Warner                     | [ 88 ] |
| Świat             | 15 grudnia 2017     | Digital download             | Symphony (with Andrea Bocelli) | Atlantic                   | [ 9 ]  |